# Marcus Trufant
Marcus Lavon Trufant (født 25. december 1980 i Tahoma, Washington, USA) er en tidligere amerikansk footballspiller, der spillede ti år i NFL som corner back for Seattle Seahawks. 
I 2007 blev Trufants præstationer belønnet med en udtagelse til Pro Bowl, ligaens All Star-kamp.

## Klubber
- 2003-2012: Seattle Seahawks